# Suta gouldii
Suta gouldii är en ormart som beskrevs av Gray 1841. Suta gouldii ingår i släktet Suta och familjen giftsnokar och underfamiljen havsormar. Inga underarter finns listade i Catalogue of Life. Arten listades tidvis i släktet Parasuta.
Denna orm förekommer med en större population i sydvästra Western Australia. En mindre population lever några hundra kilometer längre norrut. Habitatet varierar mellan skogar med hårdbladsväxter, buskskogar, gräsmarker och hedområden. Individerna besöker även samhällens kanter och övergivna gruvor. Suta gouldii har ett giftigt bett. Honor lägger inga ägg utan föder levande ungar.
Beståndet hotas regionalt av landskapsförändringar. Hela populationen antas vara stabil. IUCN listar arten som livskraftig (LC).